# Chiesa della Compagnia di Santa Caterina della Misericordia
La chiesa della Compagnia di Santa Caterina della Misericordia è un edificio sacro situato a Serre di Rapolano, nel comune di Rapolano Terme.

## Descrizione
Ha una semplice facciata a capanna scandita da un portale con timpano triangolare e piccolo campanile a vela.
L'interno a navata unica è ornato da sedici tele quadrate con episodi della vita di Santa Caterina da Siena, ciclo raro e di notevole importanza iconografica. Ai lati dell'altare maggiore, due tele di Astolfo Petrazzi con Santa Caterina che riceve il cuore del Redentore e Santa Caterina che dà la veste al povero. All'interno delle tele si trovano preziosi tabernacoli lignei intagliati e dorati con sportelli dipinti. Possiede uno stendardo processionale di grande qualità pittorica, da ricondurre ad Alessandro Casolani, raffigurante la Madonna in gloria e i Santi Caterina, Rocco e Sebastiano e dall'altra parte San Lorenzo e Sant'Andrea.